# 宋良佐
宋良佐（1536年—1573年），字守忠，號龍山，江西袁州府萬載縣人，民籍，明朝政治人物。

## 生平
嘉靖四十三年（1564年）甲子科江西鄉試第七名舉人。嘉靖四十四年（1565年）中式乙丑科會試第七十三名，三甲第十二名進士。刑部观政，本年六月授淮安府推官，隆慶二年（1568年）九月選兵科给事中，三年五月升礼科右，八月升刑科左，四年五月升户科都，六年二月升太常寺少卿，四月升大理寺少卿，六年八月养病，万历元年（1573年）卒。

## 家族
曾祖宋齊春；祖父宋相；父宋頤，累封大理寺少卿；母辛氏，累封恭人。